# Fred Christ
Frederick Louis Christ, detto Fred (Queens, 6 agosto 1930), è un ex cestista statunitense.

## Carriera
A livello di high school ha giocato nella squadra della St. John's Prep di Brooklyn. Prima di approdare in NBA, ha frequentato il college presso la Fordham University.
Ha giocato in NBA con i New York Knicks nel 1954-55.